# Andreas Schickhardt

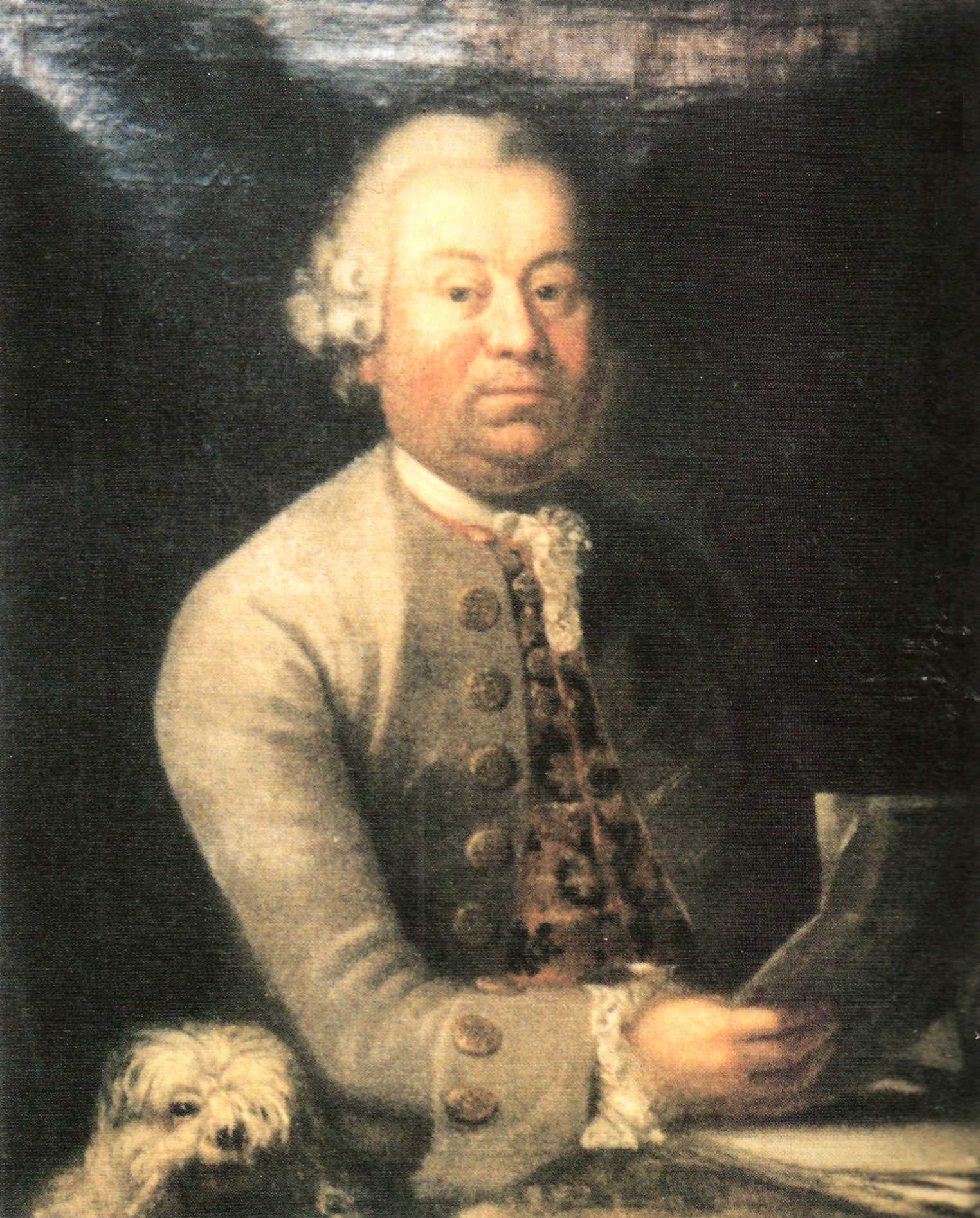
Andreas Schickhardt (Öl auf Leinwand, um 1760)

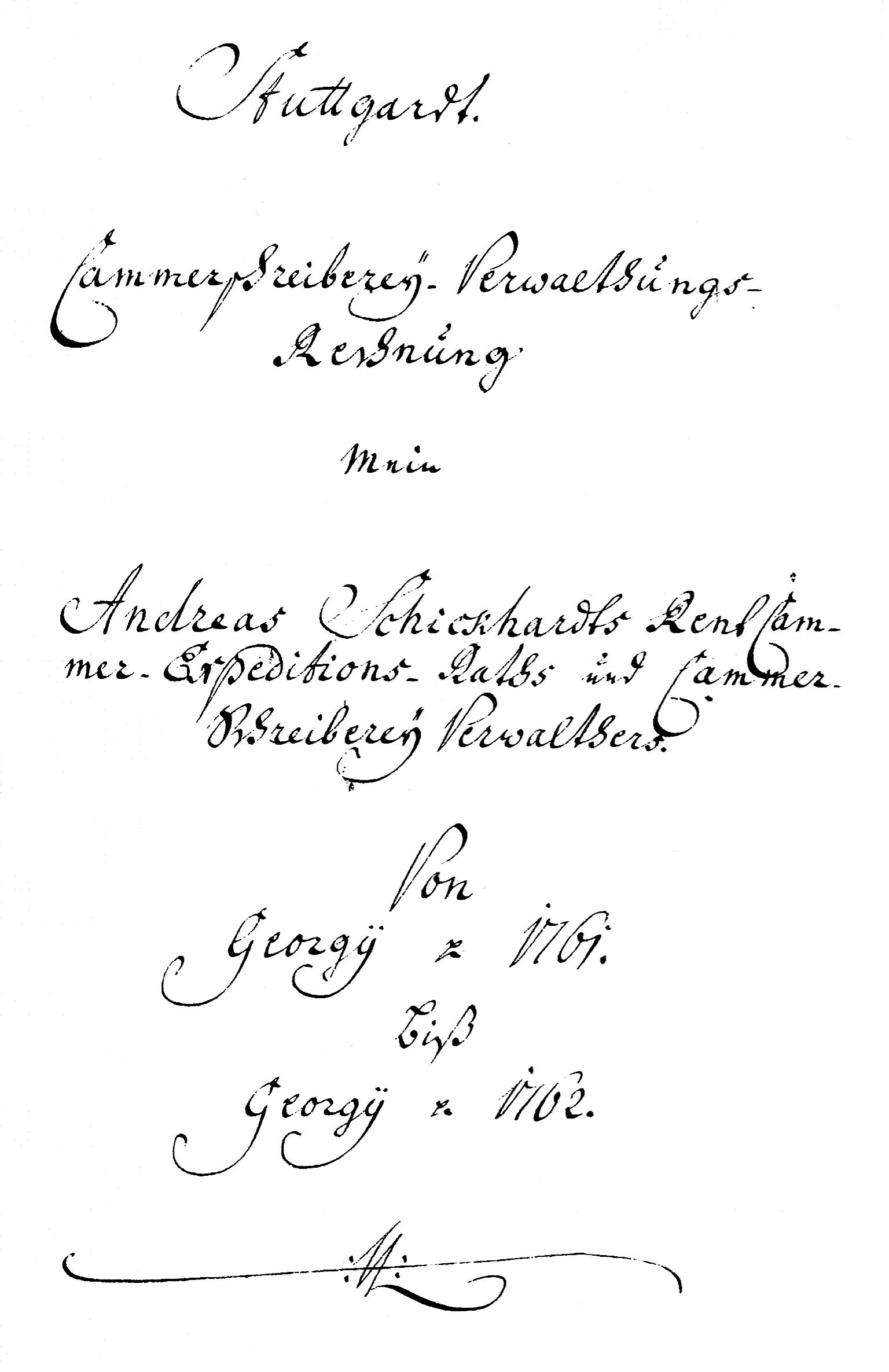
Die von Andreas Schckhardt geführte Cammerschreiberei-Verwaltungs-Rechnung von 1761–62

Andreas Johannes Christian von Schickhardt (* 19. November 1710 in Hessigheim; † 2. August 1782 in Stuttgart) war ein württembergischer Schreiber, der unter Herzog Carl Eugen Kammer-Schreibereiverwalter wurde. Er war ein Urenkel von Lucas Schickhardt (III.). Über seine ältere Schwester Maria Regina war er mit Philipp Friedrich Hiller verschwägert.

## Leben
Andreas Schickhardt war ein Sohn des Pfarrers von Hessigheim Johann Friedrich Schickhardt (1665–1739) und ein Urenkel von Lucas Schickhardt (III.) aus der Familie Schickhardt. Er bekam eine Schreiberausbildung. Seine erste Stelle war Stadtschreiber-Substitut (stellvertretender Stadtschreiber) in Urach. Herzog Carl Eugen berief ihn mit dem Dekret vom 6. Juli 1743 zum extraordinären Rentkammer-Buchhalter und holte ihn nach Stuttgart. Bereits 1744 heiratete Schickhardt Johanna Christine Walther (1718–1769), eine Tochter des Rentkammer-Sekretärs Johann Israel Walther. Mit ihr hatte er sieben Kinder, darunter vier Söhne.
Am 15. April 1749 wurde Schickhardt zum Rechenbankrat ernannt. Der Herzog musste sehr bald auf ihn aufmerksam geworden und von seiner Tüchtigkeit überzeugt gewesen sein. Er adelte ihn nämlich und holte als Hof- und Rentkammer-Expeditionsrat in seine Nähe. 1758 setzte Herzog ein selbstherrliches Geheimes Kabinettministerium unter dem Grafen Friedrich Samuel von Montmartin ein, ein Gremium, das neben dem verfassungsmäßigen Geheimen Rat operierte. Andreas Schickhardt war damals das einzige Gremiumsmitglied, das für Finanzen zuständig war. In den Jahren 1759–1762 war Andreas Schickhardt Kammer-Schreibverwalter und hatte das private Vermögen des Herzogs zu verwalten. Dieser Posten gab ihm eine außergewöhnlich selbständige Stellung. In den Jahren 1767–1781 war Schickhardt Mitglied von drei Deputationen (ständigen Ausschüssen): der Landbau-Deputation, der Umgelt-Deputation (für Verbrauchssteuern) und der Waisen- und Witwenkassen-Deputation. Zusätzlich dazu war er von 1779 bis zu seinem Tod Kammerschreiber der Umgelt-Deputation.
Unter seinen Kindern gab es zwei Söhne, die ähnliche Tätigkeit wie ihr Vater ausübten. Der ältere Joseph Israel (1751–1829) trat ganz in die Fußstapfen des Vaters und wurde württembergischer Kammer- und Rechnungsrat. Der jüngere Karl Georg (1757–1839) war Rechnungsrevisor in Nürtingen. Andreas Schickhardt hatte außerdem die Tochter Luise, die 1781 den Theologieprofessor Gottlieb Jakob Planck heiratete. Sie bekamen 1782 den Sohn Georg Heinrich Planck, dessen Taufzeuge Andreas noch zehn Tage vor seinem Tod werden konnte.